# High Roller (Valleyfair)
Pour les articles homonymes, voir High Roller.
High Roller sont des montagnes russes en bois du parc Valleyfair, situé à Shakopee, dans le Minnesota, aux États-Unis. Elles ont ouvert en 1976, l'année d'ouverture du parc, et ce sont les plus anciennes montagnes russes du parc. L'attraction a reçu le statut de classique par l'association American Coaster Enthusiasts.

## Parcours
Le parcours de High Roller est de type aller & retour. Il a une hauteur de 21,3 mètres et les trains atteignent une vitesse maximale de 80,5 km/h. Il a une longueur de 908,9 mètres et dure 1 minute et 45 secondes.

## Trains
High Roller a deux trains de quatre wagons. Les passagers sont placés à deux sur trois rangs, pour un total de vingt-quatre passagers par train.